# Схема торгівлі викидами Європейського Союзу
Схема торгівлі викидами Європейського Союзу (англ. European Union Emission Trading Scheme, EU ETS) — найбільша у світі система торгівлі викидами, і є однією з основних складових кліматичної політики ЄС.
EU ETS базується на Директиві Європейського Союзу щодо торгівлі викидами 2003/87/EC. Згідно зі змінами, внесеними до Директиви в жовтні 2004 року, приватні компанії, що входять до складу EU ETS, можуть імпортувати одиниці скорочення викидів від гнучких механізмів Кіотського протоколу − Механізм чистого розвитку (МЧР) та Спільне впровадження (СВ) − у систему для виконання своїх зобов'язань. Правила щодо використання одиниць скорочень викладені в окремій директиві 2004/101/ЕС, що отримала назву «Зв'язуючої директиви» (Linking Directive). ЄС встановлює ліміти на надходження одиниць скорочень від МЧР та СВ, щоб стимулювати впровадження проектів по скороченню викидів всередині країни.
EU ETS передбачає два періоди виконання зобов'язань: 2005—2007 та 2008—2012 рр. Третій період зобов'язань буде продовжуватись з 2013 по 2020 роки і регулюватись через ряд змін до Директиви щодо EU ETS. На період 2008—2012 рр. загальний обсяг розподілених дозволів в EU ETS досяг 2 278 мільйонів тон СО2.
До складу EU ETS входять більше дванадцяти тисяч підприємств, які створюють більше половини європейських викидів СО2 та 40 відсотків від усіх викидів парникових газів. Загалом, чотири сектори входять до складу EU ETS:
1. енергетика: всі теплові електростанції з кумулятивною тепловою потужністю більше 20 МВт, нафтопереробні підприємства та коксові печі;
2. виробництво та обробка чорних металів, в тому числі виробництво чавуну та сталі потужністю від 2,5 тон за годину;
3. видобувна промисловість, що включає виробництво цементу, цегли, скла та кераміки;
4. целюлозно-паперова промисловість.

Згідно з Директивою 2008/101/EC, починаючи з 1 січня 2012 року, сектор авіаперевезень також буде доданий до EU ETS. Усі авіаоператори, що літають в аеропорти Європейського Союзу, будуть включені до EU ETS. Загалом 43 авіаоператори України (в тому числі компанії з перевезення вантажів) підпадають під дію Директиви 2008/101/EC.